# Harmandiola tremulae
Harmandiola tremulae är en tvåvingeart som först beskrevs av Johannes Winnertz 1853.  Harmandiola tremulae ingår i släktet Harmandiola och familjen gallmyggor. Inga underarter finns listade i Catalogue of Life.